# Contea di Craven
La contea di Craven, in inglese Craven County, è una contea dello Stato della Carolina del Nord, negli Stati Uniti. La popolazione al censimento del 2000 era di 91 436 abitanti. Il capoluogo di contea è New Bern.

## Storia
La contea di Craven fu costituita nel 1712 dalla dissolta contea di Bath. La contea prende il nome da William Craven, conte di Craven, un nobiluomo inglese.

## Comuni
City
- Havelock
- New Bern

Town
- Bridgeton
- Cove City
- Dover
- River Bend
- Trent Woods
- Vanceboro
- Harlowe

CDP
- Brices Creek
- Fairfield Harbour
- James City
- Neuse Forest